# Corona de lágrimas (película)
Corona de lágrimas es una película mexicana de 1968 dirigida por Alejandro Galindo, protagonizada por Marga López y Enrique Lizalde.

## Sinopsis
Al llegar a su trabajo, la viuda Doña Refugio Chavero es duramente reprendida por los errores que le hace cometer su vista cansada. A la hora de la comida platica con su compañera Lucerito y le muestra las fotos de sus hijos: Fernando, estudiante de leyes, ambicioso y engreído; Edmundo, quien se supone estudia medicina, pero en realidad se la pasa en los billares; y Nacho, buen muchacho que trabaja en un taller mecánico. Al salir del trabajo, Doña Refugio va al optómetra acompañada por Lucerito. Como el médico le ordena usar lentes, Doña Refugio se preocupa, pero al llegar Nacho le da el dinero para que se los mande a hacer. Cuando Fernando va a salir con uno de sus amigos, Doña Refugio le da el dinero. Fernando va con su amigo Cervantes a una fiesta burguesa donde conoce a Olga quien se encapricha por conquistarlo. Cuando Olga insiste en llevarlo a la casa de él, Fernando le miente y hace que lo deje en Polanco. Se siguen frecuentando. Finalmente ella lo compromete a casarse haciendo que su padre lo presente como su novio. Mientras tanto Edmundo y Lucerito inician un romance con disgusto de Nacho quien ignora a Consuelito por considerarla una niña boba. Olga consigue que su padre le de un empleo a Fernando en la firma de abogados de su propiedad. Doña Refugio es despedida de su trabajo y se dedica a coser ropa ajena en casa. Como no se hizo los lentes empieza a perder la vista. Olga va a buscar a Fernando a Polanco. Al darse cuenta de que este la engañó, obliga a Cervantes a que la lleve a donde él vive. Al conocer la vecindad y a la madre de Fernando, Olga rompe con él. Fernando logra la reconciliación diciéndole que Doña Refugio no es su madre que sólo lo crio desde pequeño. El día de su graduación deja a todos plantados en la fiesta de la vecindad y se va a festejar con Olga. Ahí anuncian su compromiso. Al enterarse por la prensa, Doña Refugio va a ver a Olga y se entera de que Fernando la ha negado como su madre. Edmundo se da cuenta de que ella ha quedado casi ciega. Decide entrar a un negocio de narcotráfico con medicamentos. Fernando y Olga se casan. Nacho es despedido de su trabajo.

## Reparto
- Marga López .... Refugio Chavero
- Enrique Lizalde .... Fernando Chavero
- Daniela Rosen .... Olga Ancira
- Carlos Cortés .... Cervantes
- Ana Martín .... Consuelito
- Andrea Coto .... Lucero
- Juan Ferrara .... Edmundo Chavero
- Javier Ruán .... Nacho Chavero
- Miguel Maciá .... Don Carlos Ancira
- Sergio Jiménez .... Pipiolo
- Angelines Fernández .... Mercedes Ancira
- Víctor Alcocer .... Juez
- Guillermo Álvarez Bianchi .... Don Leobardo
- Armando Arriola .... Abogado defensor
- Antonio Raxel .... Empleador de Edmundo
- Emilia Stuart .... Estela de la Fuente
- Marianela Peña .... Zaide
- Celia Viveros .... Inés
- Carlos Amador
- Kika Meyer
- Rocío Garcél ... Invitada a la fiesta (sin créditos).
- Ramón Valdés ... Don Romualdo (conductor del camión de gas) (no acreditado)
- Marta Yolanda González

## Versiones
- Corona de lágrimas está basada en la radionovela del mismo nombre, difundida en 1955, de autoría de Manuel Canseco Noriega.
- En 1965 se llevó a la televisión Corona de lágrimas, telenovela también escrita por Manuel Canseco Noriega, producida por Valentín Pimstein y protagonizada por Prudencia Griffel.
- En 2012, se realizó una nueva versión libre para la televisión de la misma telenovela, con la adaptación de Jesús Calzada y producida por José Alberto Castro. Protagonizada por Victoria Ruffo, Mané de la Parra, José María Torre y Alejandro Nones. Y la actuación especial de la costarricense Maribel Guardia.